# Comitati di Difesa della Rivoluzione
I Comitati di Difesa della Rivoluzione, o CDR (dallo spagnolo Comités de Defensa de la Revolución), sono un insieme di organizzazioni di massa cubane che presidiano il territorio con l'obiettivo di combattere la delinquenza e la controrivoluzione.

## Storia
I comitati sono nati il 28 settembre 1960, annunciati durante un comizio di Fidel Castro come risposta popolare al terrorismo che si opponeva clandestinamente alla rivoluzione cubana. Durante il suo discorso Castro venne interrotto da alcune esplosioni ma la folla raccolta per ascoltarlo rispose intonando l'inno nazionale e Fidel disse che bisognava reagire costruendo un sistema di vigilanza rivoluzionaria collettiva ("Vamos a establecer un sistema de vigilancia revolucionaria colectiva"). La notte stessa si formarono i primi comitati e sei mesi dopo furono queste peculiari organizzazioni a contrastare efficacemente gli elementi che avrebbero dovuto servire da quinta colonna alla brigata mercenaria di Playa Girón.
Al 2005 venivano dichiarati quasi 133000 nuclei, per un totale quasi otto milioni di cittadini cubani con più di 14 anni aderenti ai CDR, che svolgono un ruolo decisivo anche per la sorverglianza, l'organizzazione di lavoro volontario, l'assistenza sociale, la promozione culturale, le donazioni volontarie di sangue.
Non va dimenticata inoltre la partecipazione alle commissioni di candidatura, prima fase del processo elettorale.

## Critiche
I comitati sono stati criticati da alcune associazioni di difesa dei diritti umani, come Amnesty International, perché coinvolti in cosiddetti "actos de repudio", quali intimidazioni, abusi e maltrattamenti contro persone etichettate come nemici della Rivoluzione.